# Årstider (Allmänna Sången-album)
Årstider är ett musikalbum av Uppsala-kören Allmänna Sången under ledning av Cecilia Rydinger Alin och gavs ut 1998.

## Låtlista
1. "Glad såsom fågeln" – 1:38
  - Musik: Prins Gustaf
  - Text: Herman Sätherberg
  - Arr: Robert Sund
2. "Majsång" – 1:35
  - Musik: Frederik Kuhlau
  - Originaltext: Johann Heinrich Voss
  - Svensk text: Carl Wilhelm Böttiger
  - Arr: Robert Sund
3. "Längtan till landet" – 1:41
  - Musik: Otto Lindblad
  - Text: Herman Sätherberg
  - Arr: Robert Sund
4. "Vårsång" – 1:05
  - Musik: Eric Jacob Arrhén von Kapfelmann
  - Text: Carl Fredric Dahlgren
5. "Dofta, dofta, vit syren" – 2:21
  - Musik: David Wikander
  - Text: Emil Kléen
6. "Våren kom en Valborgsnatt" – 0:51
  - Text & musik: Wilhelm Peterson-Berger
7. "Vårliga vindar" – 2:06
  - Musik: Jacob Axel Josephson
  - Text: Frithiof Grafström
  - Arr: Robert Sund
8. "Våren" – 1:21
  - Musik: Sven-Erik Bäck
  - Text: Juan Ramón Jiménez
9. "Det första vårregnet" – 2:05
  - Musik: Hildor Lundvik
  - Text: Vilhelm Ekelund
10. "Verlaine-Stämning" – 1:58
  - Musik: Hildor Lundvik
  - Text: Vilhelm Ekelund
  - Solo: Helena Söderblom
11. "Som ett blommande mandelträd" – 1:36
  - Musik: Hildor Lundvik
  - Text: Pär Lagerkvist
12. "Förvårskväll" – 4:25
  - Musik: David Wikander
  - Text: Ragnar Jändel
13. "Under linden" – 3:25
  - Musik: Hans-Ola Ericsson
  - Originaltext: Walther von der Vogelweide
  - Svensk text: Karl-Ivar Hildeman
  - Solo: Helena Risinggård
14. "Kihnu pulmalaulud" (Kihnu Island Wedding Songs) – 8:40
  1. "Ei või õnneta elada" (We Cannot Live Without Happiness) – 2:38

  - Solo: Katarina Cars

  1. "Peiu pilkamine" (Mocking the Groom) – 1:43
  2. "Ilu kaob õue pealt" (Beauty Disappears from the Yard) – 2:30
  3. "Sööge, langud!" (Eat, My in-laws) – 1:40

  - Musik: Veljo Tormis
  - Text: Folkdikter arrangerad av Olli Kõiva
15. " Bara du går över markerna" – 6:07
  - Musik: Karin Rehnqvist
  - Text: Bo Bergman
  - Solister: Åsa af Geijerstam, Maria Lundblad, Andreas Björklund, Martin Sundqvist
16. "Shall I Compare Thee to a Summer's Day" – 2:57
  - Musik: Nils Lindberg
  - Text: William Shakespeare
17. "Sommarpsalm" – 2:12
  - Musik: Nils Lindberg
  - Text: Harry Martinson
18. "Titania" – 1:40
  - Musik: Håkan Parkman
  - Text: Gustaf Fröding
19. "Till Österland" – 3:08
  - Folksång
  - Arr: Håkan Parkman
  - Solo: Åsa af Geijerstam
20. "Sügismaastikud" (Autumn Landscape) – 9:50
  1. "On hilissuvi" (It is Late Summer) – 1:39
  2. "Üle taeva jooksevad pilved" (Clouds Racing Across the Sky) – 1:33
  3. "Kahvatu valgus" (Pale Light) – 1:25
  4. "Valusalt punased lehed" (Poignant Crimson Leaves) – 0:39
  5. "Tuul kõnnumaa kohal" (Wind of the Wasteland) – 1:05
  6. "Külm sügisöö" (Cold Autumn Night) – 1:39
  7. "Kanarbik" (Heather) – 1:31

  - Musik: Veljo Tormis
  - Text: Viivi Luik
21. "Stjärngossar" – 2:24
  - Musik: Knut Håkansson
  - Text: Erik Axel Karlfeldt
22. "Vintervisa" – 0:43
  - Musik: Sven-Eric Johanson
  - Text: Anna Maria Lenngren
23. "Snabbt jagar stormen våra år" – 3:07
  - Musik: Sven-Eric Johanson
  - Text: Erik Axel Karlfeldt

Total tid: 70:21

## Medverkande
- Cecilia Rydinger Alin – dirigent
- Allmänna Sången:
- Sopraner:
- Sara Brandell
- Katarina Cars
- Ulrika Eckstrand
- Lisa Ekblad
- Kristin Karlsson
- Maria Lundblad
- Helena Risinggård
- Carina Skeri
- Hanna Slott-Öjenhed
- Martina Strand
- Jenny Sundqvist
- Helena Söderholm
- Maria Wass
- Anna Wikström
- Altar:
- Åsa af Geijerstam
- Anna Berglöf
- Christine Graf
- Lina Gryvik
- Margarita Jareño
- Lisa Johansson
- Johanna Karlsson
- Marie Naessén
- Madelene Skeppar
- Petra Söderlind
- Karin Victor
- Johanna Wedar
- Tenorer:
- Johan Adner
- Magnus Andersson
- Olle Englund
- Magnus Göransson
- Hannes Lannstål
- Johan Lundberg
- Claës Mörner
- Mattias Phersson
- Mårten Sohlman
- Fredrik Sund
- Christian Wetterberg
- Fredrik Wiberg
- Basar:
- Daniel Alling
- Andreas Björklund
- Thomas Cars
- Lars Edling
- Stefan Ernlund
- Göran Fröst
- Henrik Karlsson
- Lars Moberg
- Thomas Persson
- Carl Sandberg
- Martin Sundqvist
- Lars Wickström